# Desa Karyamekar (administrativ by i Indonesien, lat -6,49, long 107,54)
Desa Karyamekar är en administrativ by i Indonesien.   Den ligger i provinsen Jawa Barat, i den västra delen av landet, 80 km öster om huvudstaden Jakarta.